# 太田桐生インターチェンジ
太田桐生インターチェンジ（おおたきりゅうインターチェンジ）は、群馬県太田市東今泉町にある北関東自動車道のインターチェンジ。太田市街地への最寄りとなるインターチェンジであり、近隣である桐生市広沢地区や足利市・大泉町方面へのほか、国道122号を経由して館林市へもアクセスできる。
当初の仮称は太田ICであったが、太田市の市街地から若干離れていることや、隣接する桐生市の要望もあり、名称は太田桐生ICと決定した。

## 歴史
- 2008年（平成20年）3月8日：伊勢崎IC - 太田桐生IC間開通に伴い、供用開始[2][3]。
- 2011年（平成23年）3月19日：太田桐生IC - 佐野田沼IC間開通。これにより、北関東自動車道が全線開通[2][4]。

## 周辺
- 新田金山
- 大光院
- 曹源寺（さざえ堂）
- 太田国際貨物ターミナル
- 桐生織物観光センター
- 東部工業団地
- 東金井工業団地
- 太田市立毛里田中学校
- 太田市立毛里田小学校
- 足利大学
- 葉鹿橋
- 太田市北部運動公園
- イオンモール太田（出口より国道122号を館林方面に約3km）

## 道路
- E50 北関東自動車道（5番）

## 接続する道路
- 直接接続
  - 国道122号（太田バイパス）

## 料金所
- ブース数：8

### 入口
- ブース数：3
  - ETC専用：1
  - ETC/一般：1
  - 一般：1

### 出口
- ブース数：5
  - ETC専用：2
  - ETC/一般：1
  - 一般：2

## 隣
E50 北関東自動車道
(4) 太田藪塚IC - (4-1) 太田強戸PA/SIC - (5) 太田桐生IC - 足利SIC（仮称・事業中） - (6) 足利IC